# Идинов, Сергей Иванович
Сергей Иванович Идинов (12 марта 1961, Речка, Ишимский район, Тюменская область) — советский биатлонист, призёр этапа Кубка мира, неоднократный чемпион СССР.

## Биография
Выступал за команду Вооружённых Сил (СКА) и город Свердловск.
Участник чемпионата мира 1982 года среди юниоров, проходившего в Раубичах. В индивидуальной гонке занял пятое место, а в спринте — седьмое.
В 1983 году стал двукратным чемпионом СССР, выиграв золотые медали в эстафете и в гонке патрулей в составе сборной Вооружённых Сил. В 1984 году также выиграл золото чемпионата страны в эстафете, а в 1985 году — в гонке патрулей.
В сборную СССР входил с 1983 года. В 1983 году на «предолимпийской неделе» в Сараево стал победителем соревнований в эстафете. В сезоне 1984/85 участвовал в Кубке мира, стал четвёртым в индивидуальной гонке и вторым в эстафете на этапе в Минске. Всего в сезоне 1984/85 набрал 49 очков и занял 27-е место в общем зачёте Кубка мира.
После окончания спортивной карьеры перешёл на тренерскую работу. Один из воспитанников — неоднократный чемпион мира и Европы по летнему биатлону Алексей Ковязин. С 2008 по 2013 годы работал в УОР № 1 г. Екатеринбурга, был тренером сборной Свердловской области. В 2013 году вернулся в родную Тюменскую область, работает тренером «ЦПСР по лыжным видам спорта и биатлону Л. Н. Носковой». Награждён званиями «Тренер высшей категории» (1990), «Заслуженный работник физической культуры» (2008). Имеет воинское звание подполковника.

## Личная жизнь
Окончил техникум физической культуры (Свердловск, 1984) и Военный институт физической культуры (Ленинград, 1990).
Женат, имеет сына и дочь. Сын Евгений (род. 1995) тоже занимается биатлоном, призёр чемпионата России среди взрослых, неоднократный чемпион и призёр первенств России среди юниоров и юношей по биатлону и летнему биатлону.